# Fuji (Shizuoka)
Fuji (japanisch 富士市, japanisch ふじし Fuji-shi, englisch Fuji City/City of Fuji/Fuji, Shizuoka) ist eine Großstadt in der Präfektur Shizuoka in Japan am Fuße des gleichnamigen Berges.

## Geographie
Im Süden wird die Stadt durch die Suruga-Bucht an der Pazifikküste begrenzt und im Norden reicht das Stadtgebiet bis an den Fuß des Berges Fuji heran. Die Ostgrenze bildet der Berg Ashitaka. Der Fluss Fuji durchfließt den westlichen Teil der Stadt unterhalb von Fujinomiya von Norden nach Süden.

## Geschichte

Wappen der alten Stadt Fuji vor 1966

Aus dem Dorf Kashima (加島村 Kashima-mura) wurde 1929 die Stadt Fuji (富士町 Fuji-chō), damals noch im Kreis Fuji. Daraus wurde 1954 unter Zusammenschluss mit den Dörfern Tagonoura (田子浦村 -mura) und Iwamatsu (岩松村 -mura) die kreisfreie Stadt Fuji (Fuji-shi). 1966 fusionierte sie mit den Städten Yoshiwara (-shi) und Takaoka (鷹岡町 -chō) zu einer formal neuen Stadt Fuji. 2001 erhielt sie den Status einer Großstadt mit Sonderstatus (特例市 Tokureishi).
Mit der Eingemeindung von Fujikawa-chō (富士川町, „Stadt Fluss Fuji“) 2008 erreichte die Stadt Fuji ihre heutige Ausdehnung und umfasst seither etwa die südöstliche Hälfte des ursprünglichen Kreises Fuji bis in die 1950er Jahre (2010 ganz erloschen).
In der Stadt werden Papier und Pappe, Chemikalien, Filme und pharmazeutische Produkte hergestellt.

## Verkehr
- Straße:
  - Tōmei-Autobahn und seit 2012 auch die Shin-Tōmei-Autobahn, Richtung Tokio oder Nagoya
  - Nationalstraße 1, Richtung Tokio oder Kyōto
- Zug:
  - Tōkaidō-Shinkansen hält im Bahnhof Shin-Fuji
  - Tōkaidō-Hauptlinie und Minobu-Linie halten am Bahnhof Fuji
  - Gakunan-Linie zwischen dem Bahnhof Yoshiwara an der Tōkaidō-Hauptlinie und dem Endbahnhof Gakunan-Enoo; die 9,2 km lange Strecke wird von der Gakunan Tetsudō betrieben

## Söhne und Töchter der Stadt
- Yōji Totsuka (1942–2008), Physiker
- Yoshikatsu Kawaguchi (* 1975), Fußballspieler
- Daigo Kobayashi (* 1983), Fußballspieler
- Takafumi Suzuki (* 1987), Stabhochspringer
- Takayoshi Ishihara (* 1992), Fußballspieler
- Yukitoshi Itō (* 1993), Fußballspieler
- Yasuki Kimoto (* 1993), Fußballspieler
- Kōta Suzuki (* 1997), Fußballspieler

## Weblinks

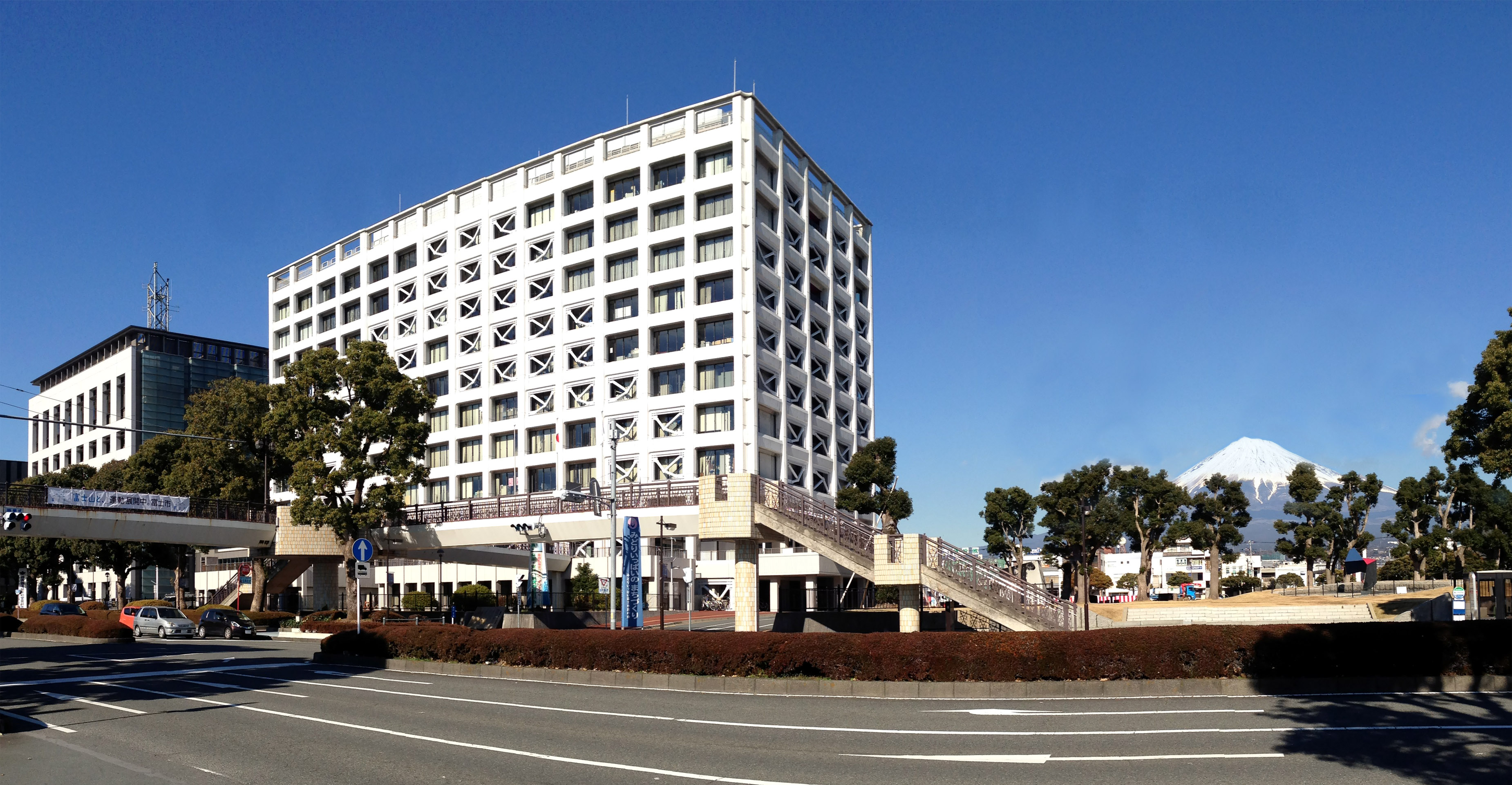
Fuji City Hall und Mt. Fuji

## Angrenzende Städte und Gemeinden
- Numazu
- Shizuoka
- Fujinomiya
- Susono
- Gotemba
- Shibakawa
- Nagaizumi